# Saaleck (Naumburg)
Saaleck ist ein Ortsteil von Bad Kösen, einem Stadtteil der Stadt Naumburg (Saale) im Burgenlandkreis in Sachsen-Anhalt.

## Lage
Der Ort Saaleck liegt ca. 4 km westlich (saaleaufwärts) von Bad Kösen. Das Dorf wird von der ca. 14 km entfernten Stadt Naumburg verwaltet und zählt etwa 300 Einwohner. Oberhalb des Ortes befinden sich die Burg Saaleck sowie die Rudelsburg. Am Ort vorbei fließt die Saale. Sie verleiht dem Ort auch seinen Namen, da sie in diesem Teil des Saaletals eine Ecke schlägt. Umgeben ist Saaleck von ca. 80 m hohen Steinabhängen.

## Verkehr
Durch Saaleck führt die Bahnstrecke Halle–Bebra, einen Bahnhof hat der Ort jedoch nicht. Die nächstgelegene Station ist Bad Kösen. Am Abzweig Saaleck verlässt die Strecke nach Saalfeld die vorgenannte Verbindung.
Vom Stadtzentrum Bad Kösen aus verkehren zwischen April und Oktober mehrmals täglich die Fahrgastschiffe Bad Kösen und Rudelsburg  zur Anlegestelle Saaleck am Fuße der Rudelsburg.

## Geschichte
Saaleck wurde am 13. Mai 1147 erstmals urkundlich genannt.

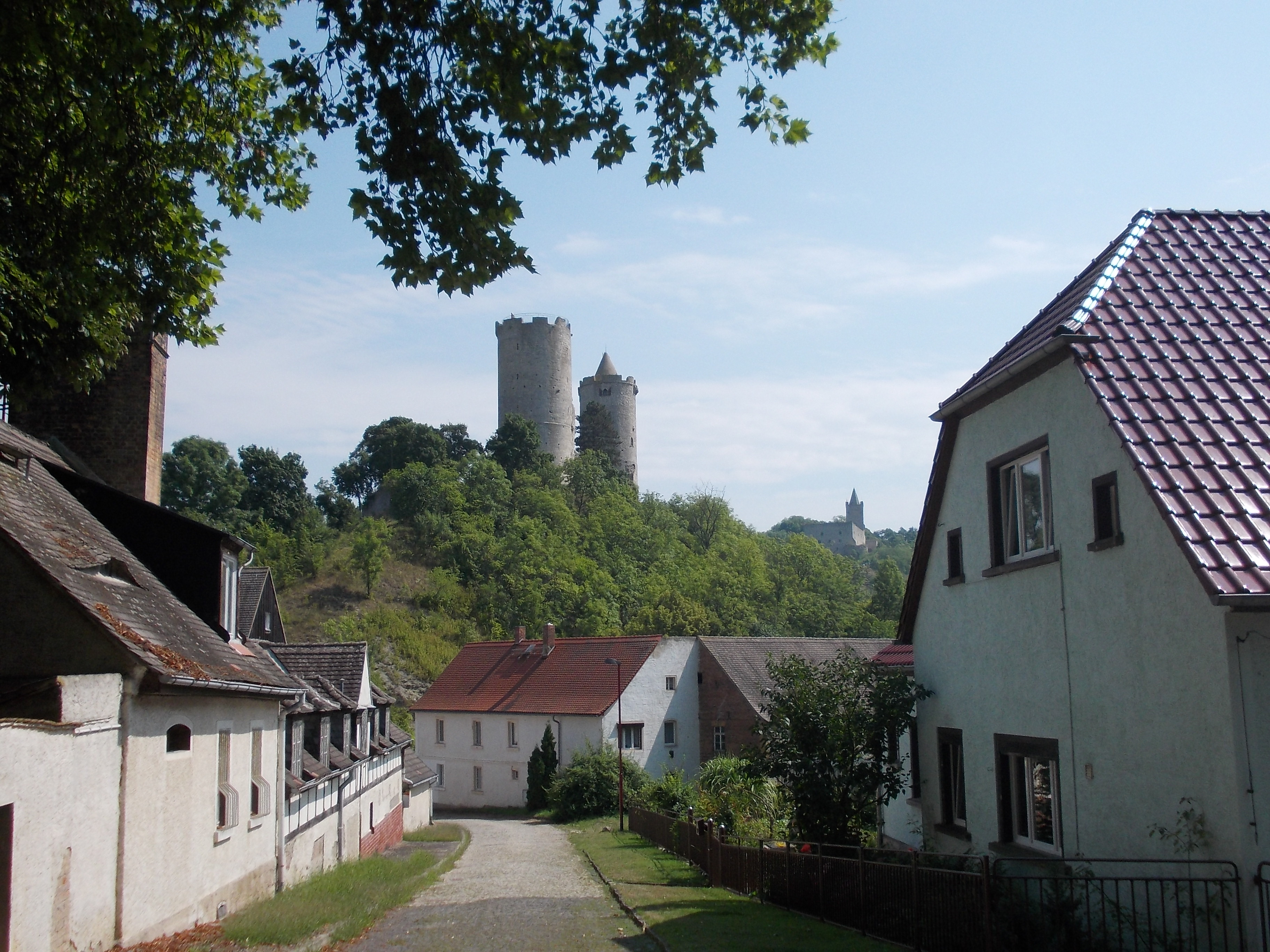
Burg Saaleck und die Rudelsburg über Straßenszene in Saaleck

Die um 1050 erbaute Burg Saaleck war bis um 1213 im Besitz der Edelfreien von Saaleck, danach gehörte sie den Schenken von Saaleck aus dem Haus der Schenken von Vargula. 1344 veräußerten sie die Burg Saaleck mit ihrem Besitz an die Naumburger Bischöfe, welche aus dem Gebiet das zum Hochstift Naumburg gehörige Amt Saaleck bildeten. Dieses kam 1544 an das Amt Naumburg. 
Nach dem Übergang von Burg und Amt Saaleck mit dem Vorwerk Stendorf an den albertinischen Kurfürsten August I. von Sachsen als Administrator im Jahr 1564, war die Burg Saaleck noch bis 1585 Wohnsitz eines Amtmanns. Nachdem dieser in das zur Burg gehörende Vorwerk Stendorf gezogen war, wurde dieses zum Rittergut erhoben, während die herrenlose Burg verfiel.
Der Ort Saaleck gehörte als Teil des Amts Naumburg zwischen 1656/1657 und 1718 zum kursächsischen Sekundogenitur-Fürstentum Sachsen-Zeitz, danach zum Kurfürstentum Sachsen und ab 1806 zum Königreich Sachsen. Nach dem Beschluss des Wiener Kongresses 1815 wurde der Ort mit dem Amt Naumburg an das Königreich Preußen abgetreten und dem 1818 neu gebildeten Kreis Naumburg im Regierungsbezirk Merseburg der Provinz Sachsen zugeteilt.
Um 1850 erfolgte die Vereinigung des Ritterguts Stendorf mit der Gemeinde Saaleck. Am 20. Juli 1950 erfolgte die Eingemeindung von Saaleck mit Stendorf nach Bad Kösen. Durch dessen Eingemeindung in die Stadt Naumburg am 1. Januar 2010 ist Saaleck seitdem ein Ortsteil von Naumburg.

## Tourismus
An der Saale gibt es in Saaleck mehrere Anlegestellen für Kanufahrer.

## Persönlichkeiten
- In Saaleck lebte jahrelang Paul Schultze-Naumburg, welcher dort die sog. „Saalecker Werkstätten“, sein Wohnhaus und das Landhaus Saaleck zu Beginn des 20. Jahrhunderts konzipierte und baute.

- Auf dem Friedhof des Ortes wurden Erwin Kern und Hermann Fischer, die Mörder des deutschen Reichsaußenministers Walther Rathenau, begraben, nachdem sie am 17. Juli 1922 bei ihrer Festnahme auf der Burg Saaleck das Leben verloren hatten (siehe auch Hans Wilhelm Stein). Im Zusammenhang des 11. Jahrestages ihrer Aufspürung und ihres Todes weihten Angehörige, Gesinnungsgenossen und NS-Größen im Oktober 1933 nach „feierlichem Gottesdienst“ ein Grabdenkmal für die beiden auf dem Friedhof des Ortes ein. Auf Grund zunehmender Wallfahrten rechter Gruppen wurde dieses im Jahre 2000 von der ansässigen Pastorin mit Hilfe der Bundeswehr abtransportiert und zerstört.[10]